# Virginia Carroll
Pour les articles homonymes, voir Carroll.
Virginia Evangeline Carroll (née le 2 décembre 1913 à Los Angeles et morte le  23 juillet 2009 à Santa Barbara) est une actrice américaine. Elle est surtout connue pour ses apparitions dans un certain nombre de westerns. 

## Biographie
Virginia Carroll naît à Los Angeles le 2 décembre 1913. Son frère, Frank Carroll, est présentateur de journaux télévisés à Los Angeles. Elle travaille comme mannequin dans un grand magasin de Los Angeles jusqu'à ce qu'elle commence sa carrière cinématographique en 1935.
Elle obtient d'abord un petit rôle de mannequin dans le film Roberta (1935), puis elle apparaît dans son premier western moins d'un an plus tard, dans A Tenderfoot Goes West (1936), aux côtés de Jack La Rue.
Virginia Carroll devient une vedette de westerns de série B, apparaissant aux côtés de Tex Ritter, Don " Red " Barry, Roy Rogers, Johnny Mack Brown, Wild Bill Elliott, Gene Autry et Whip Wilson (en), notamment dans Oklahoma Terror (en) (1939), le film Prairie Gunsmoke (en) (1942) et Bad Men of Tombstone (1949).
Plus tard dans sa carrière, Virginia  Carroll tient également des rôles à la télévision, notamment dans The Roy Rogers Show (en), Dragnet, The Adventures of Wild Bill Hickok (en) et Perry Mason.

## Vie privée
En 1936, Virginia Carroll épouse son premier mari, l'acteur Ralph Byrd, qui sera surtout connu pour son rôle de Dick Tracy, héros de bande dessinée. Virginia Carroll et Ralph Byrd resteront mariés jusqu'à la mort de ce dernier en 1952. En 1957, elle épouse son second mari, Lloyd McLean, projectionniste à la 20th Century Fox. Le couple restera marié jusqu'à la mort de Lloyd McLean en 1969, laissant Carroll veuve pour la seconde fois.

## Mort
Virginia Carroll meurt dans une maison de retraite de Santa Barbara, en Californie, le 23 juillet 2009, de causes naturelles à l'âge de 95 ans. Elle laisse une fille, Carroll Byrd Evangeline,  de son mariage avec Ralph Byrd.

## Filmographie partielle
- 1941 : Une épouse modèle (Model Wife) de Leigh Jason
- 1941 : Le Cavalier fantôme (The Phantom Cowboy) de George Sherman
- 1942 : Raiders of the West (en) de Sam Newfield
- 1944 : Lake Placid Serenade (en)
- 1947 : The Last Round-Up (en)
- 1948 : Frontier Agent (en)
- 1948 : Triggerman (en)
- 1949 : J'ai épousé un hors-la-loi (Bad Men of Tombstone) de Kurt Neumann
- 1955 : Headline Hunters de William Witney